# النمر المقنع (شخصية)
النمر المقنع (باليابانية:タイガースマスク) واسمه الحقيقي يوشيرو يامازاكي ، من مواليد 1 يونيو 1976 بمدينة أوساكا اليابانية، وهو مصارع ياباني محترف، شارك في بطولة OPW للمصارعة الحرة اليابانية، حيث حصل على ثلاثة ألقاب أعوام (2007-2010-2011).

## وصلات خارجية
- النمر المقنع على موقع CageMatch worker (الإنجليزية)
- النمر المقنع على موقع قاعدة بيانات المصارعة على الإنترنت (الإنجليزية)

- تعريف النمر المقنع
- سيرة النمر المقنع باللغة الإنجليزية